# Dubréka
Dubréka är en prefekturhuvudort i Guinea.   Den ligger i prefekturen Préfecture de Dubréka och regionen Kindia Region, i den västra delen av landet, 30 km nordost om huvudstaden Conakry. Dubréka ligger 19 meter över havet och antalet invånare är 10 363.
Terrängen runt Dubréka är platt västerut, men österut är den kuperad. Terrängen runt Dubréka sluttar västerut. Runt Dubréka är det tätbefolkat, med 636 invånare per kvadratkilometer. Närmaste större samhälle är Coyah, 17,8 km sydost om Dubréka. Omgivningarna runt Dubréka är en mosaik av jordbruksmark och naturlig växtlighet.